# Waldkirchen/Erzgeb.
Waldkirchen/Erzgeb. è una frazione (Ortsteil) del comune tedesco di Grünhainichen, nel circondario dei Monti Metalliferi.

## Storia
L'ex comune di Waldkirchen/Erzgeb. è dal 1º marzo 2009 una frazione del comune di Grühnhainichen, nel distretto di Chemnitz in Sassonia. Appartiene alla comunità amministrativa di Wildenstein.

## Stemma
Nello stemma dell'ex comune campeggia una chiesa tra due alberi. Nella parte inferiore, gli strumenti dei tintori su un drappo blu si riferiscono alla tradizione locale dell'ex fabbrica di vernici blu (fondata nel 1687) Zschopenthal, nome derivante dalla frazione di Waldkirchen dov'essa era ubicata.

## Frazioni
- Stein
- Zschopenthal